# Allerey-sur-Saône
Allerey-sur-Saône é uma comuna francesa na região administrativa de Borgonha-Franco-Condado, no departamento Saône-et-Loire. Estende-se por uma área de 16,44 km². Em 2010 a comuna tinha 805 habitantes (densidade: 49 hab./km²).